# 川口顕義
川口 顕義（かわぐち あきよし、1987年12月22日 - ）は、日本の元ラグビー選手。

## プロフィール
- 大阪府出身[1]。
- ポジションはフランカー(FL)。
- 身長 179cm、体重 93kg

## 略歴
中学校からラグビーを始めた。
2006年、尾道高校卒業後、法政大学に入る。
2010年、法政大学卒業後、リコーブラックラムズに加入。
2012年9月1日に行われたジャパンラグビートップリーグ第1節のパナソニック ワイルドナイツ戦に途中出場で公式戦初出場を果たす。
2016年、現役を引退した。